# 旭堂南扇
旭堂 南扇（きょくどう なんせん、1962年2月19日 - ）は、日本の講談師。上方講談協会所属。旭堂南左衛門門下。本名∶近藤 裕次。
大阪府大阪市生まれ。2015年、旭堂南左衛門に入門、左近と名乗る。2019年、南扇と改名。
特技は少林寺拳法。